# Iris (2016)
Iris is een Franse film uit 2016, geregisseerd door Jalil Lespert en losjes gebaseerd op de Japanse thriller Kaosu (Chaos) uit 2000.

## Verhaal
Iris, de vrouw van de rijke bankier Antoine Doriot verdwijnt in het centrum van Parijs. Max, een jonge mecanicien die in de schulden zit, wordt gelinkt aan de ontvoering. Wat de politie-inspecteurs niet weten is dat Iris zichzelf heeft laten vastbinden en de ontvoering in scène heeft gezet en zo losgeld probeert vast te krijgen. Maar dan loopt het fout wanneer Max thuiskomt en Iris dood vindt in zijn bed. Hij begraaft haar en moet op de vlucht voor de politie.

## Rolverdeling
| Acteur           | Personage        |
| ---------------- | ---------------- |
| Romain Duris     | Max Lopez        |
| Charlotte Le Bon | Claudia          |
| Jalil Lespert    | Antoine Doriot   |
| Hélène Barbry    | Iris Doriot      |
| Camille Cotin    | Nathalie Vasseur |
| Adel Bencherif   | Malek Ziani      |
| Sophie Verbeeck  | Nina Lopez       |